# Плач у тами
Плач у тами (енгл. „Evil Angels“) је аустралијска филмска драма из 1988. године. Мерил Стрип је за своју улогу добила Канску Златну палму за најбољу главну глумицу као и Награду Аустралијског филмског института за најбољу главну глумицу, а била је номинована за Оскара и Златни глобус.

## Улоге
| Глумац         | Улога               |
| -------------- | ------------------- |
| Мерил Стрип    | Линди Чемберлејн    |
| Сем Нил        | Макјл Чемберлејн    |
| Брус Мајлс     | Ајан Баркер         |
| Мори Филдс     | судија Денис Барит  |
| Ник Тејт       | детектив Чарлвуд    |
| Луис Фицџералд | Стјуарт Тајпл       |
| Чарлс Тингвел  | судија Џејмс Мурхед |